# John Talbot (3e comte de Shrewsbury)
Pour les articles homonymes, voir John Talbot et Talbot (homonymie).
John Talbot (12 décembre 1448 – 28 juin 1473), 3e comte de Shrewsbury et de Waterford, 9e baron Talbot, 12e baron Strange de Blackmere et 8e baron Furnivall, est un noble anglais.

## Biographie
Né le 12 décembre 1448 à Waterford en Irlande, John Talbot est le fils aîné de John Talbot, 7e baron Furnivall, et de son épouse Elizabeth Butler. Au moment de sa naissance, son père est Lord Chancelier d'Irlande et y représente son propre père John Talbot, 1er comte de Shrewsbury, qui combat en France dans le cadre de la guerre de Cent Ans. Le jeune John Talbot perd son grand-père lors de la bataille de Castillon le 17 juillet 1453, puis son père lors de la bataille de Northampton le 10 juillet 1460 au service de la maison de Lancastre pendant la guerre des Deux-Roses.
À présent comte de Shrewsbury, John Talbot, alors âgé de douze ans, prend part à plusieurs batailles de la guerre des Deux-Roses sous la bannière de la maison de Lancastre. Il participe ainsi à la seconde bataille de St Albans le 17 février 1461, à l'issue de laquelle il est adoubé, et à la bataille de Towton le 29 mars suivant. Il est vraisemblablement pardonné par le roi Édouard IV de la maison d'York, puisqu'il figure dans son entourage en décembre 1461. Ce dernier le désigne à la tête d'une commission d'oyer et terminer pour le Yorkshire, le Cumberland et le Westmorland en 1469.
John Talbot participe néanmoins à la restauration de la maison de Lancastre à l'automne 1470. Il est notamment présent lorsque le roi Henri VI est libéré de sa cellule de la tour de Londres et rétabli sur le trône. En remerciement de sa loyauté, il est nommé à la tête d'une nouvelle commission d'oyer et terminer dans le Shropshire. Décrit par le chroniqueur William Worcester comme « plus consacré à la littérature et aux muses, qu'à la politique et aux armes », il est absent des batailles de Barnet et de Tewkesbury au printemps suivant qui s'achèvent par la restauration définitive d'Édouard IV.
Édouard IV ne semble pas lui tenir rigueur de son bref retour à son ancienne allégeance. D'ailleurs, il le nomme dès le 11 septembre 1471 comme juge en chef du Nord du pays de Galles, dont il est chargé d'assurer la pacification. Par ailleurs, il est missionné le 6 février 1472 et le 16 mai 1473 dans le Nord du royaume afin d'entreprendre des négociations avec le roi Jacques III d'Écosse. Décédé le 28 juin 1473 à Coventry, John Talbot est inhumé dans la chapelle du prieuré de Worksop, dans le Nottinghamshire. Il a pour héritier son fils aîné George, qui est toutefois encore mineur.

## Mariage et descendance
Avant 1467, John Talbot épouse Katherine Stafford, fille d'Humphrey Stafford, 1er duc de Buckingham. Ce dernier avait arrangé des fiançailles dès 1458 et promis au couple de lui accorder un revenu de 1 000 livres, mais est mort avant la conclusion du mariage. De cette union sont issus trois enfants :
- George Talbot (vers 1468 – 26 juillet 1538), 4e comte de Shrewsbury, épouse Anne Hastings, puis Elizabeth Walden ;
- Thomas Talbot (né vers 1470) ;
- Anne Talbot (née vers 1472), épouse Thomas Butler.